# Tillsyn
Tillsyn, en term som är vanligt förekommande i svensk författningstext. Någon sträng definition av vad som avses med tillsyn finns inte. Enligt den statliga Tillsynsutredningen är kärnan i all tillsyn "granskning som genomförs med stöd av lag och (vanligen) en möjlighet för tillsynsmyndigheten att besluta om någon form av ingripande".

## Exempel
- "Den eller de myndigheter som regeringen bestämmer utövar tillsyn över att denna lag och föreskrifter eller villkor som har meddelats i anslutning till lagen följs när det gäller frågor om driftsäkerheten hos det nationella elsystemet." (12 kap. 1 § första stycket ellagen)
- "Tillsynsmyndigheten ska ha tillsyn över att denna lag, de beslut om skyldigheter, åtaganden eller villkor som har meddelats med stöd av lagen och de föreskrifter som har meddelats i anslutning till lagen följs." (11 kap. 1 § första stycket lagen [2022:482] om elektronisk kommunikation)